# Thuốc kháng histamin H2

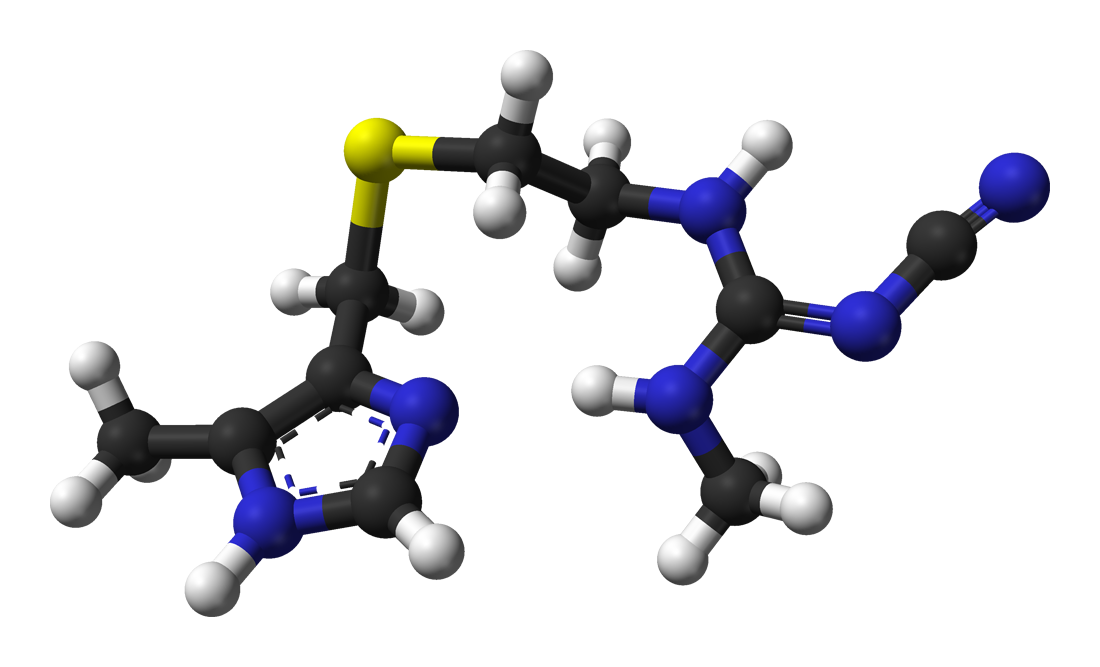
Mô hình phân tử cimetidin.

Thuốc kháng histamin H2, đôi khi được gọi là H2RA và chẹn H2, là một loại thuốc ức chế các tác động của histamine tại thụ thể histamine H2 của các tế bào viền ở dạ dày. Điều này làm giảm sự sản xuất axit của dạ dày. Thuốc kháng histamin H2 có thể được sử dụng trong điều trị chứng khó tiêu, loét dạ dày và bệnh trào ngược dạ dày thực quản. Thuốc phần lớn đã được thay thế bởi thuốc ức chế bơm proton (PPIs); PPI omeprazole đã được tìm thấy có hiệu quả hơn ở cả chữa lành và giảm các triệu chứng của các vết loét và trào ngược dạ dày thực quản hơn thuốc kháng histamin H2 ranitidine and cimetidine.

## Một số thuốc
- cimetidine
- ranitidine
- famotidine
- nizatidine

## Tác dụng không mong muốn
Thuốc kháng histamin H2 nhìn chung hấp thu khá tốt, ngoại trừ cimetidin trong đó tác dụng không mong muốn (ADRs) cũng khá phổ biến. ADRs hiếm gặp bao gồm hạ huyết áp. ADRs ít gặp bao gồm: nhức đầu, mệt mỏi, chóng mặt nhầm lẫn, tiêu chảy, táo bón, và ban đỏ. Ngoài ra, vú to xảy ra trong 0.1%, để có 5% nam giới điều trị bệnh lý không tăng tiết dịch với cimetidin 1 tháng hoặc lâu hơn, và trong khoảng 2% nam giới điều trị cho bệnh tăng tiết dịch, thậm chí một số ở một số bệnh nhân nam, cimetidin cũng có thể gây ra mất ham muốn tình dục, và bất lực, tất cả các tác dụng này đều hồi phục khi ngưng thuốc.